# Conolophia smilodontaria
Conolophia smilodontaria är en fjärilsart som beskrevs av Pieter Cornelius Tobias Snellen 1872. Conolophia smilodontaria ingår i släktet Conolophia och familjen mätare. Inga underarter finns listade i Catalogue of Life.